# Haggadah à têtes d'oiseaux
La Haggadah à têtes d'oiseaux est un manuscrit enluminé exécuté au début du XIVe siècle en hébreu contenant un texte de la Haggada. Il s'agit du plus ancien manuscrit enluminé de ce texte. Il doit son nom aux personnages représentés avec des têtes d'oiseaux. Il est actuellement conservé au Musée d'Israël (B46.04.0912).

## Historique
L'origine exacte du manuscrit est inconnue. Il pourrait provenir de la région du Haut-Rhin et peut-être plus précisément de Wurtzbourg, dans le sud de l'Allemagne, au tout début du XIVe siècle. Seul le nom de son copiste est connu : Menahem, qui signe le manuscrit et qui est également l'auteur d'un Mahzor aujourd'hui conservé à Leipzig (Bibliothèque universitaire de Leipzig (de), Ms.V1102/I).

### La réapparition du manuscrit
À l'époque contemporaine, le manuscrit appartient à l'avocat allemand Ludwig Marum qui le reçoit en cadeau de la famille de sa femme, Johanna Benedikt. L'avocat, devenu parlementaire, meurt dans le camp de concentration de Kislau en 1934. Le manuscrit réapparait en 1946, dans les mains de Herman Kahn, un ancien enseignant qui a habité près de chez Marum à Karlsruhe et qui est alors réfugié en Israël. Il le vend pour 600 dollars américains au Musée national Bezalel, devenu depuis le musée d'Israël. Cependant, aucune explication n'est donnée sur les conditions d'acquisition du manuscrit par le vendeur. Même si rien ne prouve que le manuscrit a été volé par Kahn, ce dernier n'avait sans doute pas les moyens à l'époque de l'acheter.

### La contestation de son acquisition
En 1984, Elisabeth Marum, dernière fille de Ludwig, visite le musée et elle écrit une lettre au conservateur dans laquelle elle lui indique que le manuscrit a été acquis sans l'autorisation de son propriétaire légitime. Cependant, elle écrit qu'il appartient désormais au peuple juif et qu'il doit le rester pour le bien du public. Pourtant, en 2016, les descendants d'Elisabeth Marum demandent une compensation financière au musée d'Israël, arguant de l'acquisition frauduleuse du manuscrit. Ils font appel à l'avocat américain E. Randol Schoenberg, spécialisé dans les affaires d'œuvres d'art volées pendant la Seconde Guerre mondiale. En 2022, une plainte est déposée devant la cour suprême de New York contre le musée d'Israël, réclamant leur part de la commercialisation des images du manuscrit par le musée.

## Description
Ce manuscrit du texte de la Haggada, contenait à l'origine probablement 50 folios : 5 cahiers de 8 folios et 1 cahier de 10 folios. Il en subsiste 47, contenant sur chaque page douze lignes de texte écrites à l'encre noire. Des annotations s'ajoutent parfois à ce texte, contenant des instructions sur la cérémonie du Séder de Pessa'h.
Le manuscrit est décoré de deux miniatures en pleine page au début et en fin de manuscrit ainsi que de décorations dans les marges des autres pages. C'est le plus ancien manuscrit enluminé de ce texte. La première page (f.1r.) contient une représentation du maître de maison avec sa femme assis au repas de Seder. La dernière miniature représente (f.47r.) la Jérusalem céleste en vis-à-vis du texte « L'année prochaine à Jérusalem » écrit en grands caractères sur la page opposée. Les autres pages contiennent des représentations des différents rituels du Seder puis des scènes tirées de l'Exode.
Les personnages sont représentés avec des têtes d'oiseaux, qui ont donné leur nom au manuscrit. Il s'agit à première vue d'une manière d'éviter l'interdiction de représenter la figure humaine dans la culture juive. Ce choix d'une tête d'oiseau a été expliqué de différentes façons : il pourrait s'agir, Selon Meyer Schapiro d'une référence aux aigles, les Juifs ayant quitté l'Égypte, selon le livre de l'Exode, « sur des ailes d'aigles » (19,4). Une autre explication pourrait provenir, selon lui, du symbole que constitue l'aigle pour le Saint Empire romain germanique, dont les commanditaires du manuscrit étaient des sujets protégés.

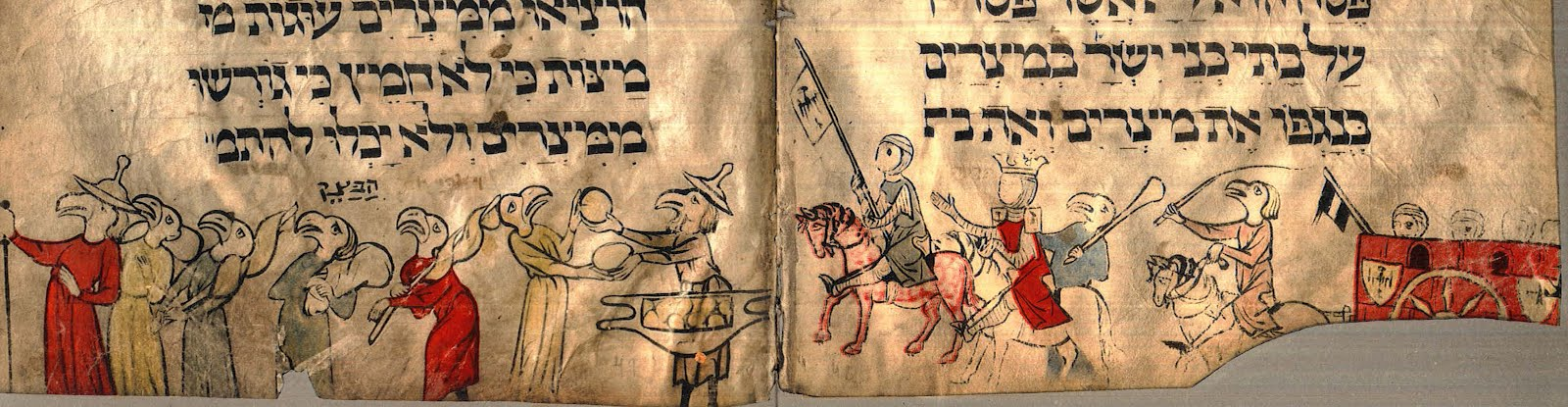
Scène de l'exode
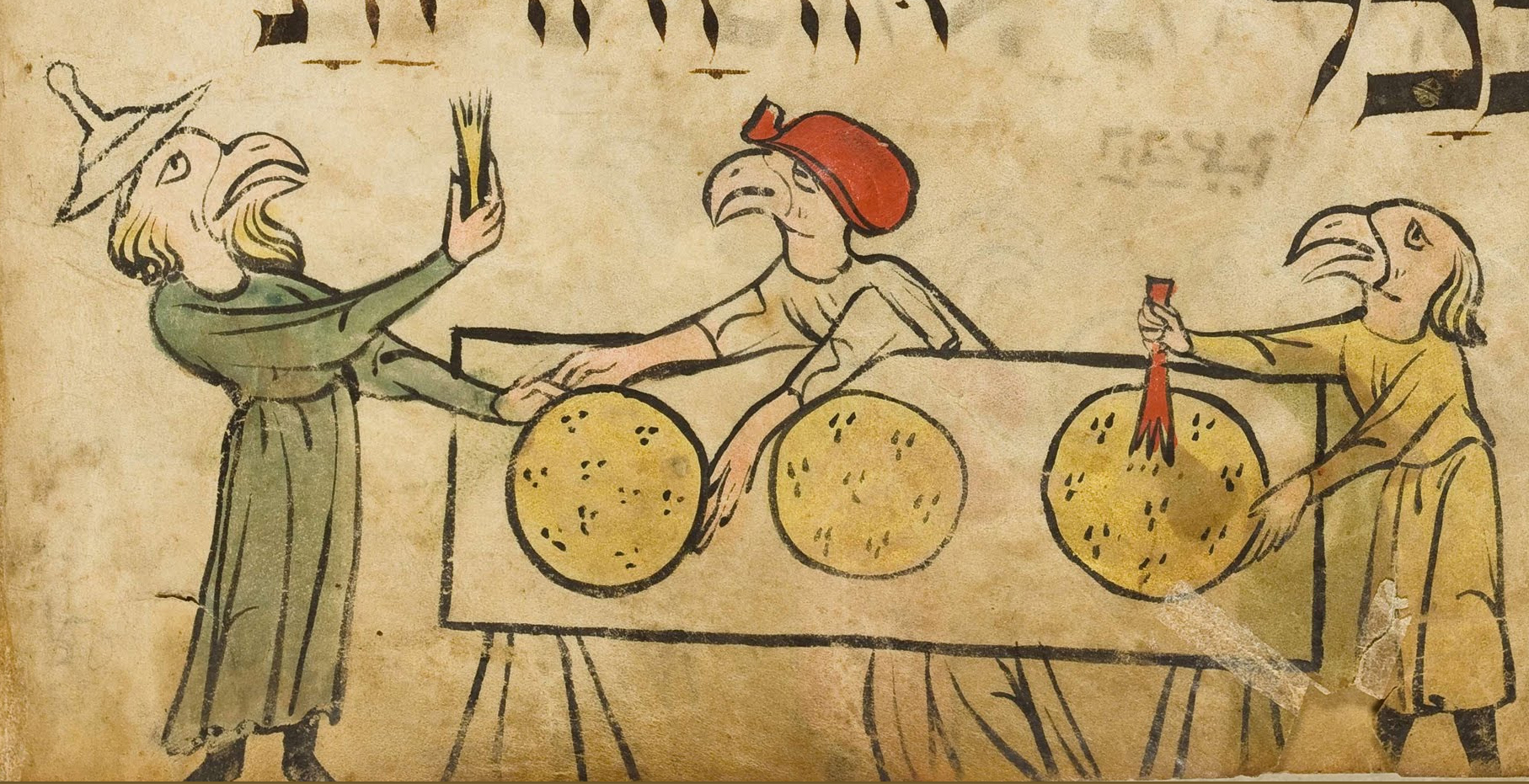
détail de trois personnages

Une autre explication pourrait provenir d'une iconographie antisémite : le bec pourrait être une déformation de la caricature du Juif au nez crochu, ici associée sur la tête des personnages aux oreilles du cochon. Ces caricatures pourraient avoir été réalisées par des artistes chrétiens au détriment de leurs commanditaires juifs. Elles pourraient ne pas avoir été comprises par ces derniers selon Ruth Mellinkof. À l'inverse, il pourrait s'agir d'une iconographie que des artistes juifs se seraient appropriée, de manière inconsciente ou avec une certaine dose de haine de soi.